# EBC*L
EBC*L (European Business Competence* Licence) — Європейський сертифікат бізнес-компетентності.

## Опис
Програма European Business Competence* Licence створена практиками для практиків і включає в себе основні знання в бізнесі, необхідні для кожного менеджера, незалежно від його сфери діяльності.
Ідея створення програми European Business Competence* Licence виникла внаслідок відсутності в Європі та будь-яких інших частинах світу систематизованих вимог до практичних знань та вмінь, що ними повинен володіти кваліфікований менеджер будь-якого структурного підрозділу підприємства або організації.
Програму EBC*L засновано у 2003 році Міжнародним центром EBC*L, що розташований у Відні, Австрія. За чотири роки до програми долучились Німеччина, Велика Британія, Швейцарія, Італія, Польща, Угорщина, Болгарія, Косово, Румунія, Словаччина, Словенія, Сербія, Албанія. В Україні програма EBC*L впроваджується з грудня 2006 року. На сьогоднішній день (червень 2012) учасниками програми є 33 країни: Австрія, Азербайджан, Албанія, Білорусь, Болгарія, Боснія і Герцеговина, Греція, Єгипет, Іран, Іспанія, Італія, Йорданія, Казахстан, Кенія, Кіпр, Косово, Македонія, Мексика, Нігерія, Нідерланди, Німеччина, Польща, Росія, Румунія, Сербія, Словаччина, Словенія, Туреччина, Угорщина, Україна, Хорватія, Чехія,  Швейцарія.  На даний момент програма EBC*L доступна на 24 мовах.
Крім того, оскільки наразі Міжнародним центром EBC*L вирішується питання включення сертифікату EBC*L до системи Europass (http://europass.cedefop.europa.eu [Архівовано 13 червня 2006 у Wayback Machine.]), учасники програми European Business Competence* Licence згодом матимуть змогу долучитися до Europass та вільно спілкуватися мовою бізнесу з європейськими партнерами.

## Структура програми
Програма EBC*L складається з трьох рівнів:
А. Основи бізнесу
В. Бізнес-планування
С. Лідерство
Сертифікація проходить у формі іспиту, який складається з декількох рівнів питань.
Структура сертифікації EBC*L включає три компоненти: навчання, іспит і надання сертифікатів успішним учасникам іспиту. Принцип незалежності іспиту вимагає цілковитого відокремлення навчального процесу від процесу іспиту.
Підготовка до іспиту з використанням навчальних матеріалів, затверджених Радою кураторів EBC*L, займає від 17 до 96 годин залежно від форми та поглибленості навчання та може відбуватись у вигляді семінарів, комбінованого або дистанційного навчання.
Наприкінці 2006 року розроблена Міжнародним центром EBC*L мультимедійна програма підготовки «Easy business» була нагороджена золотою медаллю Берлінського Інституту Педагогіки як найкраща електронна навчальна програма.
Вимоги Міжнародного центру European Business Competence* Licence гарантують прозорість екзаменаційних процедур та надійність результатів іспиту. Іспити проводяться в акредитованих екзаменаційних центрах за присутністю незалежного наглядача і перевіряються оцінщиками, що пройшли спеціальне навчання.
За Болонським процесом, сертифікат рівня А надає право на 2 заліки ECTS (European Credit Transfer System).
Успішні учасники іспитів отримують сертифікат європейського менеджера EBC*L як підтвердження високої кваліфікації управлінця міжнародного рівня. У випадку негативного результату іспиту, кандидат має право подати на апеляцію.

## Ліга Чемпіонів
За інформаційної підтримки Департаменту освіти та культури Єврокомісії щороку проводяться змагання Ліги чемпіонів EBC*L:
- учасники змагань — студенти віком до 21 року акредитованих навчальних закладів країн-учасниць EBC*L
- перший тур — змагання на національному рівні
- другий тур — 20 переможців національних змагань беруть участь у європейських змаганнях

## Розвиток програми EBC*L в Україні
Україна представлена в системі European Business Competence* Licence Бізнес Освітнім Альянсом (https://web.archive.org/web/20190508101721/https://bea.com.ua/), що є акредитованим представником Міжнародного центру EBC*L в Україні.
Практична реалізація EBC*L в Україні розпочалась з першого кварталу 2007 року. До процесу впровадження програми залучаються структури Бізнес Освітнього Альянсу, навчальні заклади державної та недержавної форми власності, державні установи та громадські організації на загальнонаціональному та регіональному рівнях.
Наразі в Україні програма EBC*L реалізується на рівнях А та В.
Рівень А включає такі дисципліни:
- основи бізнесу і фінансові показники
- основи фінансового обліку і звітності
- основи управлінського обліку
- основи господарського права

Рівень В включає такі дисципліни:
- маркетинг та продаж
- фінансове планування (бюджетування)
- інвестиції
- фінансування
- маркетинг і продажі
- бізнес планування

Сертифікати видаються Міжнародним центром EBC*L у Відні і передаються акредитованому представникові в Україні — Бізнес Освітньому Альянсу.
Функції належного проведення іспиту та забезпечення сертифікації покладено на центральний апарат Бізнес Освітнього Альянсу.
Функції навчання та підготовки слухачів до сертифікаційного іспиту покладаються на акредитованих партнерів Альянсу: регіональні тренінгові структури Альянсу та навчальні заклади.